# Conus arenatus
Conus arenatus (лат.) — вид брюхоногих моллюсков из семейства конусов (Conidae).

## Ареал и образ жизни
Распространён в Красном, Аравийском морях, и в Индо-Пацифике. Мелководный вид, обитает от литорали до глубины 30 м. Живёт исключительно на песчаных грунтах. Основу рациона составляют многощетинковые черви.

## Раковина
Обладает тяжёлой, крепкой раковиной, высотой до 80 мм, со слегка приподнятым завитком. На плече оборотов отчётливо выраженные выросты, приподнятые, с округлыми концами. Поверхность раковины гладкая, встречаются экземпляры с зернистой раковиной. На основании раковины имеются слабо выраженные спиральные ребра, плоские, разделённые узкими промежутками. Линии нарастания грубые. Основной фон окраски белый, слегка желтоватый или розоватый, по нему разбросаны коричневые точки, собранные в отдельные пятна. Они формируют 2-3 спиральные полосы. Устье белое.